# Mary de Bohun
Mary de Bohun (født ca. 1369, død 4. juni 1394) var hustru til Henry Bolingbroke den senere Henrik IV af England og mor til Henrik V. Hun blev aldrig dronning, da hun døde fem år før ægtemandens kroning. 
De Bohun var datter af Humphrey de Bohun, 7. jarl af Hereford, som efterlod en stor arv. Hendes søster giftede sig med Thomas af Woodstock, der satte Mary i kloster for at undgå at dele arven med hende. Imidlertid blev Mary bortført af John af Gaunt, hvis søn, Henry Bolingbroke, hun blev gift med i 1380 eller 1381, hvor han ikke havde udsigt til at komme på tronen. 
Parret boede i Monmouth, hvor hun fødte deres to første sønner, Edward (som døde som spæd) og Henry. De fik senere yderligere tre sønner og to døtre. Mary døde under den sidste fødsel; hendes yngste barn Philippa blev senere gift med Erik af Pommern.

## Børn
1. Edward
2. Henrik V af England, 1387-1422
3. Thomas af Clarence
4. Johan af Lancaster, hertug af Bedford, 1389-1435
5. Humphrey af Gloucester, 1390-47
6. Philippa af England, 1394-1430, gift med Erik af Pommern.